# Sandeep Kumar (Leichtathlet)
Sandeep Kumar (* 1. Mai 1986 in Mahendragarh, Haryana) ist ein indischer Geher. Er ist Inhaber der Nationalrekorde über die Distanzen 20 und 50 km.

## Sportliche Laufbahn
Sandeep Kumar trat 2009 in seinen ersten Wettkämpfen gegen die nationale Konkurrenz im Gehen an. 2012 belegte er den vierten Platz bei den Indischen Meisterschaften über 20.000 Meter. Im Mai sammelte er erstmals internationale Erfahrung, als er beim Geher-Weltcup im russischen Saransk über 50 km an den Start ging. Mit einer Zeit von 4:03:45 h belegte er dabei den 33. Platz. 2013 gewann er über 50 km seinen ersten Indischen Meistertitel und qualifizierte sich mit seiner Siegerzeit von 4:02:19 für die Weltmeisterschaften in Moskau, bei denen er anschließend disqualifiziert wurde. 2017 und 2018 gewann er zwei weitere nationale Meistertitel über 50 km. 2020 und 2021 siegte er über 20 km. 2014 verbesserte er sich im Mai beim Geher-Weltcup im chinesischen Taicang auf 3:56:22 h. Anfang Oktober trat er in Südkorea bei den Asienspielen an und verpasste als Vierter knapp die Medaillenränge. 2015 trat er zu mehreren Wettkämpfen in Europa an, darunter in Spanien und Portugal. Im August nahm er zum zweiten Mal an den Weltmeisterschaften teil. Diesmal erreichte er das Ziel und belegte mit einer Zeit von 3:57:03 h den 26. Platz. 2016 verbesserte er sich mehrfach auf der 20-km-Distanz. Zunächst gewann er die Bronzemedaille bei den Indischen Meisterschaften. Im März belegte er bei den Asiatischen Meisterschaften im Gehen mit Bestzeit von 1:20:44 h den neunten Platz. Später im August trat er dann wieder über 50 km bei den Olympischen Sommerspielen in Rio de Janeiro an, kam dort allerdings nicht über Platz 35 hinaus.
2017 stellte Kumar bei seinem zweiten Sieg über 50 km bei den Indischen Meisterschaften seine persönliche Bestzeit von 3:55:59 h auf und hält damit den Indischen Rekord über diese Distanz. 2018 verteidigte er erfolgreich seinen Titel. Ende August nahm er in Jakarta zum zweiten Mal an den Asienspielen teil, wurde im Laufe des Wettkampfes allerdings disqualifiziert. Im März stellte Kumar bei seinem zweiten nationalen Titelgewinn über 20 km in 1:20:16 h eine neue Bestzeit auf. Damit hält der Sportsoldat aus Haryana auch in dieser Disziplin den Indischen Rekord und schaffte zudem die Qualifikation für die Olympischen Sommerspiele in Tokio. Dort ging er Anfang August an den Start und erreichte mit Platz 23 sein bestes Ergebnis bei Olympischen Spielen. 2022 startete Kumar im Juli zum dritten Mal nach 2013 und 2015 wieder bei den Weltmeisterschaften. In 1:31:58 h kam er über 20 km allerdings nicht über Platz 40 hinaus.

## Wichtige Wettbewerbe
| Jahr               | Veranstaltung           | Ort                | Platz              | Disziplin          | Zeit               |
| Startet für Indien | Startet für Indien      | Startet für Indien | Startet für Indien | Startet für Indien | Startet für Indien |
| ------------------ | ----------------------- | ------------------ | ------------------ | ------------------ | ------------------ |
| 2013               | Weltmeisterschaften     | Moskau             |                    | 50 km Gehen        | DSQ                |
| 2014               | Asienspiele             | Incheon            | 4.                 | 50 km Gehen        | 3:59:31 h          |
| 2015               | Weltmeisterschaften     | Peking             | 26.                | 50 km Gehen        | 3:57:03 h          |
| 2016               | Olympische Sommerspiele | Rio de Janeiro     | 35.                | 50 km Gehen        | 4:07:55 h          |
| 2018               | Asienspiele             | Jakarta            |                    | 50 km Gehen        | DSQ                |
| 2021               | Olympische Spiele       | Tokio              | 23.                | 20 km Gehen        | 1:25:07 h          |
| 2022               | Weltmeisterschaften     | Eugene             | 40.                | 20 km Gehen        | 1:31:58 h          |

## Persönliche Bestleistungen
- 10-km-Gehen: 46:55,97 min, 3. September 2009, Chandigarh
- 20-km-Gehen: 1:20:16 h, 13. Februar 2021, Ranchi, (indischer Rekord)
- 50-km-Gehen: 3:55:59 h, 18. Februar 2017, Neu-Delhi, (indischer Rekord)